# Caldes d’Estrac
Caldes d’Estrac, auch als Caldetas bekannt, ist eine katalanische Gemeinde in der Provinz Barcelona im Nordosten Spaniens. Sie liegt in der Comarca Maresme.

## Geografie
Die Gemeinde Caldes d’Estrac, auch bekannt als Caldetes, ist eine der kleinsten des Landes (0,9 km²). Sie liegt an der Ostküste der Region, zwischen den Gemeinden Sant Vicenç de Montalt (im Norden und Westen, getrennt durch den Bach Fenera, den Bach Farnaca und den Fluss Gorgs) und Arenys de Mar (im Nordosten, getrennt durch den Remei-Weg und die Grenze zwischen Can Muntanyà und Can Ripoll bis Can Xenaica). Caldes d’Estrac liegt etwa 40 Kilometer nordöstlich von Barcelona an der Mittelmeerküste, an der so genannten Costa del Maresme.

## Kultur und Sehenswürdigkeiten
Die Stiftung Fundació Palau wurde 2003 gegründet und nach dem Maler und Kunstsammler Josep Palau i Oller sowie seinem Sohn Josep Palau i Fabre benannt.

## Gemeindepartnerschaften
- Castelfranco di Sopra, Toskana, Italien, seit 2003